# Ináncs
Ináncs is een plaats (község) en gemeente in het Hongaarse comitaat Borsod-Abaúj-Zemplén. Ináncs telt 1250 inwoners (2001).